# Совет Безопасности ООН
Сове́т Безопа́сности ООН (англ. United Nations Security Council, фр. Conseil de sécurité de l'ONU, араб. مجلس أمن الأمم المتحدة‎, кит. 联合国安全理事会, исп. Consejo de Seguridad de la ONU) — постоянно действующий орган Организации Объединённых Наций, на который, в соответствии со статьёй 24 Устава ООН, возложена главная ответственность за поддержание международного мира и безопасности. Относится к числу шести «главных органов» ООН.

## Состав
В состав Совета входят 15 государств-членов — 5 постоянных и 10 непостоянных, избираемых Генеральной Ассамблеей ООН на двухлетний срок по 5 каждый год. Соответствующие поправки в Устав ООН были внесены 17 декабря 1963 года резолюцией ГА ООН 1995 (XVIII) (до этого в Совет входило лишь 6 непостоянных членов). Согласно указанной резолюции, 10 непостоянных членов Совета Безопасности избираются по географическому принципу, а именно:
- пять — от государств Африки и Азии;
- один — от государств Восточной Европы;
- два — от государств Латинской Америки;
- два — от государств Западной Европы и других государств[1].

Председатели Совета сменяются ежемесячно согласно списку его государств-членов, расположенных по алфавиту английских названий.

### Постоянные члены
- Китай (до 1971 года —  Китай[3]);
- Россия (до 1991 года —  СССР);
- Великобритания;
- США;
- Франция.

Постоянные члены совбеза ООН имеют «право вето». Непостоянные члены Совета Безопасности обладают коллективным правом вето (достаточно семи воздержавшихся).
Это устройство в значительной мере сохранилось с рузвельтовского плана «четырёх полицейских» (1941), модифицированного включением Франции и добавкой региональной компоненты. Так, место Китая до 25 октября 1971 года занимала Китайская Республика, с 1949 года контролирующая только Тайвань и некоторые прилегающие к нему острова (Резолюция Генеральной Ассамблеи ООН 2758).
Россия является постоянным членом СБ ООН с 24 декабря 1991 года как государство-продолжатель СССР, прекратившего своё существование с созданием СНГ как государство и субъект международного права с 26 декабря 1991 года, согласно официально не опубликованной в Ведомостях Верховного Совета СССР декларации Совета Республик ВС СССР от 26.12.1991 № 142-Н.

### Непостоянные члены
Непостоянными членами СБ ООН с 1 января 2020 года были Вьетнам, Нигер, Тунис, Эстония, Сент-Винсент и Гренадины — взамен Экваториальной Гвинеи, Кот-д’Ивуара, Кувейта, Перу, Польши, полномочия которых до этого истекли 31 декабря 2019 года.
В 2022—2023 годах место непостоянного члена СБ получили Албания, Бразилия, Гана, Габон и Объединённые Арабские Эмираты.
В 2023—2024 годах места непостоянного члена СБ получили Мальта, Мозамбик, Швейцария, Эквадор и Япония.
В 2024—2025 годах места непостоянного члена СБ получили Алжир, Гайана, Словения, Сьерра-Леоне и Южная Корея.
На 2025—2026 года места непостоянного члена СБ получили Дания, Греция, Латвия, Пакистан, Панама, Сомали.
Хронология получения странами полномочий непостоянных членов СБ ООН:
| Год  | Африка      | Африка                | Африка   | Азия             | Азия      | Латинская Америка        | Латинская Америка        | Западная Европа и прочие страны | Западная Европа и прочие страны | Восточная Европа |
| ---- | ----------- | --------------------- | -------- | ---------------- | --------- | ------------------------ | ------------------------ | ------------------------------- | ------------------------------- | ---------------- |
| 2016 | Египет      | Сенегал               |          | Япония           |           | Уругвай                  |                          |                                 |                                 | Украина          |
| 2017 | Египет      | Сенегал               | Эфиопия  | Япония           | Казахстан | Уругвай                  | Боливия                  | Швеция                          | Италия                          | Украина          |
| 2018 | Кот-д’Ивуар | Экваториальная Гвинея | Эфиопия  | Кувейт           | Казахстан | Перу                     | Боливия                  | Швеция                          | Нидерланды                      | Польша           |
| 2019 | Кот-д’Ивуар | Экваториальная Гвинея | ЮАР      | Кувейт           | Индонезия | Перу                     | Доминиканская Республика | Бельгия                         | Германия                        | Польша           |
| 2020 | Нигер       | Тунис                 | ЮАР      | Вьетнам          | Индонезия | Сент-Винсент и Гренадины | Доминиканская Республика | Бельгия                         | Германия                        | Эстония          |
| 2021 | Нигер       | Тунис                 | Кения    | Вьетнам          | Индия     | Сент-Винсент и Гренадины | Мексика                  | Ирландия                        | Норвегия                        | Эстония          |
| 2022 | Габон       | Гана                  | Кения    | ОАЭ              | Индия     | Бразилия                 | Мексика                  | Ирландия                        | Норвегия                        | Албания          |
| 2023 | Габон       | Гана                  | Мозамбик | ОАЭ              | Япония    | Бразилия                 | Эквадор                  | Мальта                          | Швейцария                       | Албания          |
| 2024 | Алжир       | Сьерра-Леоне          | Мозамбик | Республика Корея | Япония    | Гайана                   | Эквадор                  | Мальта                          | Швейцария                       | Словения         |
| 2025 | Алжир       | Сьерра-Леоне          | Сомали   | Республика Корея | Пакистан  | Гайана                   | Панама                   | Дания                           | Греция                          | Словения         |

В исторической ретроспективе чаще других непостоянными членами СБ избирались:
- Япония — 24 года в качестве члена СБ;
- Бразилия — 22 года;
- Аргентина — 18;
- Индия и   Пакистан — по 16;
- Колумбия — 14;
- Италия — 13 (двухлетний срок 2017—2018 годов был разделён между Италией и Нидерландами).

После окончания «холодной войны» и масштабных территориальных изменений в Европе в 1991—1992 годах эта статистика выглядит так:
- Япония — 11;
- Бразилия— 10;
- Аргентина— 9;
- Индия,  Италия,  Колумбия,  Пакистан — по 7;
- Канада,  Нидерланды,  Польша — по 6;
- Австралия,  Бельгия,  Венесуэла,  Германия,  Египет,  Испания,  Нигерия,  Панама,  Перу,  Чили — по 5;
- Дания,  Малайзия,  Мексика,  Новая Зеландия,  Норвегия,  Румыния,  Турция,  Украина,  Филиппины,  Швеция,  Югославия — по 4.

Более 50 государств — членов ООН никогда не избирались членами СБ.
Италия и Нидерланды на выборах 2016 года получили равное число голосов и поэтому занимали место в СБ в течение 1 года.

Страна-председатель СБ ООН
Хронология председательствования стран в СБ ООН в 2019—2025 годах:
| Страна                   | Месяц         |
| ------------------------ | ------------- |
| Словения                 | декабрь 2025  |
| Сьерра-Леоне             | ноябрь 2025   |
| Россия                   | октябрь 2025  |
| Республика Корея         | сентябрь 2025 |
| Панама                   | август 2025   |
| Пакистан                 | июль 2025     |
| Гайана                   | июнь 2025     |
| Греция                   | май 2025      |
| Франция                  | апрель 2025   |
| Дания                    | март 2025     |
| Китай                    | февраль 2025  |
| Алжир                    | январь 2025   |
| США                      | декабрь 2024  |
| Великобритания           | ноябрь 2024   |
| Швейцария                | октябрь 2024  |
| Словения                 | сентябрь 2024 |
| Сьерра-Леоне             | август 2024   |
| Россия                   | июль 2024     |
| Республика Корея         | июнь 2024     |
| Мозамбик                 | май 2024      |
| Мальта                   | апрель 2024   |
| Япония                   | март 2024     |
| Гайана                   | февраль 2024  |
| Франция                  | январь 2024   |
| Эквадор                  | декабрь 2023  |
| Китай                    | ноябрь 2023   |
| Бразилия                 | октябрь 2023  |
| Албания                  | сентябрь 2023 |
| США                      | август 2023   |
| Великобритания           | июль 2023     |
| ОАЭ                      | июнь 2023     |
| Швейцария                | май 2023      |
| Россия                   | апрель 2023   |
| Мозамбик                 | март 2023     |
| Мальта                   | февраль 2023  |
| Япония                   | январь 2023   |
| Индия                    | декабрь 2022  |
| Гана                     | ноябрь 2022   |
| Габон                    | октябрь 2022  |
| Франция                  | сентябрь 2022 |
| Китай                    | август 2022   |
| Бразилия                 | июль 2022     |
| Албания                  | июнь 2022     |
| США                      | май 2022      |
| Великобритания           | апрель 2022   |
| ОАЭ                      | март 2022     |
| Россия                   | февраль 2022  |
| Норвегия                 | январь 2022   |
| Нигер                    | декабрь 2021  |
| Мексика                  | ноябрь 2021   |
| Кения                    | октябрь 2021  |
| Ирландия                 | сентябрь 2021 |
| Индия                    | август 2021   |
| Франция                  | июль 2021     |
| Эстония                  | июнь 2021     |
| Китай                    | май 2021      |
| Вьетнам                  | апрель 2021   |
| США                      | март 2021     |
| Великобритания           | февраль 2021  |
| Тунис                    | январь 2021   |
| ЮАР                      | декабрь 2020  |
| Сент-Винсент и Гренадины | ноябрь 2020   |
| Россия                   | октябрь 2020  |
| Нигер                    | сентябрь 2020 |
| Индонезия                | август 2020   |
| Германия                 | июль 2020     |
| Франция                  | июнь 2020     |
| Эстония                  | май 2020      |
| Доминиканская Республика | апрель 2020   |
| Китай                    | март 2020     |
| Бельгия                  | февраль 2020  |
| Вьетнам                  | январь 2020   |
| США                      | декабрь 2019  |
| Великобритания           | ноябрь 2019   |
| ЮАР                      | октябрь 2019  |
| Россия                   | сентябрь 2019 |
| Польша                   | август 2019   |
| Перу                     | июль 2019     |
| Кувейт                   | июнь 2019     |
| Индонезия                | май 2019      |
| Германия                 | апрель 2019   |
| Франция                  | март 2019     |
| Экваториальная Гвинея    | февраль 2019  |
| Доминиканская Республика | январь 2019   |

## Полномочия
Совет Безопасности уполномочен «расследовать любой спор или любую ситуацию, которая может привести к международным трениям или вызвать спор, для определения того, не может ли продолжение этого спора или ситуации угрожать поддержанию международного мира и безопасности». Он «определяет существование любой угрозы миру, любого нарушения мира или акта агрессии и делает рекомендации или решает, какие меры следует предпринять для поддержания или восстановления международного мира и безопасности». Совет имеет право применять принудительные меры к государствам, нарушающим международный мир и безопасность, в том числе связанные с применением вооружённой силы. Статья 25 Устава ООН гласит: «Члены Организации соглашаются, в соответствии с настоящим Уставом, подчиняться решениям Совета Безопасности и выполнять их». Таким образом, решения СБ являются обязательными для всех государств, так как в настоящее время членами ООН являются практически все общепризнанные государства Земного шара. При этом все иные органы ООН могут выносить лишь рекомендательные решения.
На практике деятельность СБ по поддержанию мира и безопасности заключается в определении тех или иных санкций против государств-нарушителей (включая военные операции против них); введении миротворческих формирований в зоны конфликта; организации постконфликтного урегулирования, включая введение международной администрации в зоне конфликта.

## Зал заседаний
Зал заседаний Совета Безопасности ООН размещён в здании ООН в Нью-Йорке. Рабочее пространство сформировано так, что участники заседаний располагаются за столом, представляющим собой незамкнутый круг. Места для экспертов, наблюдателей и прессы расположены по периферии вдоль стен. Восточная стена зала заседаний является центральной, её занимает выполненная маслом картина норвежского художника Пера Крога размером 4,87 на 7,92 метра. Живописная работа была заказана правительством Норвегии в качестве подарка Организации Объединённых Наций и открыта в августе 1952 года.

## Форматы совещаний
Совет Безопасности работает в следующих форматах совещаний:
- Заседания Совета Безопасности, открытые и закрытые;
- Заседания членов Совета Безопасности;
- Неофициальный диалог;
- Заседания по «Формуле Аррии».

## Принятие решений
Решения СБ (кроме процедурных) требуют 9 голосов из 15, включая единогласие всех постоянных членов. Это означает, что каждому из пяти постоянных членов СБ принадлежит право вето в отношении решений Совета, при этом даже воздержание такого государства при голосовании должно рассматриваться как ветирование. Однако постоянный член Совета может поставить в известность, что его воздержание не должно рассматриваться как препятствие для принятия решения и соответствующий документ должен считаться принятым СБ ООН, если он наберёт достаточное количество голосов «за».
Сторона, участвующая в споре, должна воздержаться от голосования.
Как правило, решения СБ оформляются в виде резолюций.

## Исторические решения Совета Безопасности
См. Резолюция Совета Безопасности ООН

## Предложения по реформированию Совета Безопасности
В марте 2003 года министр иностранных дел РФ Игорь Иванов заявил, что «Россия неоднократно подчёркивала, что, как любой живой организм, ООН и её Совет Безопасности нуждается в реформировании в соответствии с теми изменениями, которые в ходе второй половины прошлого века произошли в мире с тем, чтобы отразить реальную расстановку сил в мире и повысить эффективность СБ и ООН в целом».
15 сентября 2004 занимавший пост Генерального секретаря ООН Кофи Аннан сделал заявление о необходимости реформирования Совета Безопасности ООН. Это привело к настоящей битве за статус постоянных членов Совбеза.
22 сентября 2004, перед началом 59-й сессии Генеральной Ассамблеи ООН, с совместным заявлением выступили бразильский президент Луиc Игнасиу Лула да Силва, немецкий министр иностранных дел Йошка Фишер, премьер-министр Индии Манмохан Сингх и премьер-министр Японии Дзюнъитиро Коидзуми, отметившие намерение их стран получить постоянное представительство в Совбезе: Япония и Германия — как одни из самых развитых промышленных стран мира и главных спонсоров ООН; Индия — как страна с миллиардным населением, стремительно развивающимися высокими технологиями и ядерным оружием, а Бразилия — как самое крупное государство Латинской Америки. Они также полагают, что структура Совбеза, сложившаяся в 1946 году, безнадёжно устарела, и считают необходимым увеличить число постоянных членов Совета Безопасности, имеющих право вето, для эффективного противостояния новым глобальным угрозам. Эта группа стран представляет собой так называемую «четвёрку» — G4.
Тем временем Индонезия заявила, что она должна быть представлена в Совбезе как самая населённая (230 млн человек) мусульманская страна планеты. А Италия выступила с предложением предоставить постоянное место всему Евросоюзу с правом передачи полномочий от одного государства ЕС другому. Кроме того, о своих претензиях заявили и три африканские страны — ЮАР, Египет и Нигерия, собирающиеся представлять в Совбезе свой континент. Эта группа стран представляет собой так называемую «пятёрку» — G5.
Бразилия, Германия, Индия и Япония уже с середины 1990-х годов настаивают на реформе ООН и расширении Совета Безопасности. В мае 2005 они предложили Генеральной Ассамблее ООН проект резолюции, увеличивающей число членов Совета безопасности с 15 до 25, а количество стран, заседающих в нём постоянно, — с пяти до 11. Против расширения СБ выступают Китай, США, Россия, Франция и Великобритания (то есть все постоянные члены). Вашингтон в принципе возражает против увеличения числа членов Совбеза, так как это затруднит процесс принятия решений. 9 июня 2005 года на рассмотрение Генеральной ассамблеи ООН «четвёркой» внесён скорректированный проект резолюции, по которому новые постоянные члены Совбеза ООН будут лишены права вето на ближайшие 15 лет. Вопрос расширения СБ ООН был неофициально обсуждён на саммите «большой восьмёрки» 6—8 июля 2005 в Глениглз (Шотландия).
После полномасштабного вторжения России в Украину дипломаты, юристы, журналисты и учёные со всего мира подали петицию об исключении России из ООН. Томас Грант, профессор международного права в Кембридже и бывший советник Госдепартамента США, который также поддержал петицию, заявил, что существует юридический механизм, с помощью которого Россия может быть исключена из Совета безопасности. Он сослался на то, что ООН уже исключала Тайвань в 1971 году. Однако Тайваньский прецедент отличался по смыслу: формально, речь шла не об исключении из организации, а передаче его места другому представителю той же страны). В сентябре 2022 года мировые лидеры открыто призвали к реформе Совета Безопасности на 77-й сессии Генеральной Ассамблеи ООН. Были предложения исключить Россию из Совета безопасности, либо ограничить её право вето. Кроме того, согласно статье 4 устава ООН, новые государства-члены должны быть приняты голосованием Генеральной Ассамблеи. Но Россия избежала этого, заявив о продолжении членства, ранее принадлежавшего СССР.

## Критика
Совет Безопасности часто подвергается критике из-за права вето его постоянных членов. Любое важное решение, наносящее какой-либо ущерб стране-постоянному члену, может быть заблокировано, что неоднократно имело место.
Рекордсменами по применению права вето являются США и Российская Федерация — с 1991 по 2015 год США использовали право вето 14 раз, Российская Федерация — 13 раз. В 2015 году международная правозащитная организация Amnesty International призвала пять постоянных членов Совета Безопасности добровольно отказаться от права вето по решениям, касающимся геноцида и массовых убийств мирного населения. При этом, глава Amnesty International Салил Шетти заявил, что постоянные члены Совета Безопасности используют право вето для того, чтобы продвигать собственные политические интересы вместо того, чтобы принимать меры по защите гражданского населения в военных конфликтах.